# Carlo Di Carlo
Carlo Di Carlo (Bologna, 18 giugno 1938 – Roma, 18 marzo 2016) è stato un regista e critico cinematografico italiano.

## Biografia
Inizia a occuparsi di cinema negli anni sessanta, dirigendo le riviste cinematografiche Film selezione (1959-63) e TVC (1964-66). Debutta alla regia nel 1961 con il cortometraggio La menzogna di Marzabotto, in collaborazione con lo scrittore Roberto Roversi.
Trasferitosi a Roma, diviene aiuto regista di Pier Paolo Pasolini nei film Mamma Roma, La ricotta e La rabbia. Alla fine degli anni sessanta inizia una lunga collaborazione con il regista Michelangelo Antonioni, accanto al quale partecipa come aiuto regista ai film Blow-Up, Zabriskie Point, Chung Kuo, Cina, Professione: reporter, Il mistero di Oberwald e Al di là delle nuvole. Ad Antonioni dedica diversi saggi monografici, la cura di una retrospettiva completa al Festival di Venezia 2002 e i documentari Lo sguardo di Michelangelo (2002) e Antonioni su Antonioni (2008).
Di Carlo dirige il suo primo lungometraggio nel 1977, Per questa notte, tratto da un romanzo di Juan Carlos Onetti, che viene presentato al Festival di Cannes 1978 nella sezione Semaine de la critique.
Collabora a lungo con la Rai e con l'Istituto Luce per cui realizza numerosi documentari d'archivio. È inoltre curatore delle edizioni italiane di film internazionali, tra cui Heimat di Edgar Reitz (1985) e la serie de il Decalogo di Krzysztof Kieślowski (1991). Nel 2010 riceve il Nastro d'argento alla carriera e il Premio Vittorio De Sica.

## Filmografia parziale
- La menzogna di Marzabotto (1961)
- Atto senza parole 2 (1967)
- Roma Bologna due città due volti (1968)
- L'inseguimento e l'assassinio del prigioniero Ludwig L. (1971)
- Fuga in avanti (1971)
- L'inseguimento (1972)
- Avventura di un lettore (1973)
- Un sistema infallibile (1975)
- Per questa notte (1977)
- Assunta (1982)
- Cinque storie inquietanti (miniserie tv, 1987)
- Un film per Monte Sole. L'uomo la terra la memoria (1995)
- Roma 12 novembre 1994 (1995)
- La primavera del 2002 (2002)
- Lo sguardo di Michelangelo (2002)
- Antonioni su Antonioni (2008)
- Il gioco degli specchi (2012)
- Lo sguardo del Luce (2014)